# Episodi di Ai confini della realtà (serie televisiva 1959) (quarta stagione)

Robert Duvall guarda la bambola meccanica nell'episodio "Miniatura" (1963), ottavo della Stagione 4 de Ai confini della realtà

La quarta stagione della serie televisiva Ai confini della realtà, formata da 18 episodi, è stata trasmessa per la prima volta negli USA dal 3 gennaio al 23 maggio 1963: di seguito sono elencati i riassunti e i dettagli degli episodi, i registi, gli sceneggiatori e gli interpreti.
Vennero apportati alcuni cambiamenti rispetto alle precedenti stagioni: il titolo originale della serie, che subì una leggera modifica, divenendo solo "Twilight Zone", senza l'articolo "The", ma soprattutto la durata degli episodi, che passò da poco meno di mezzora a un'ora.
In Italia la stagione 4 venne trasmessa per la prima volta negli anni sessanta, quando la RAI acquistò 6 episodi della serie (che pagò con un minor successo in termini di ascolto il cambio di format): i rimanenti 12 episodi non vennero mai proposti negli anni ottanta dalle reti Fininvest e furono doppiati solo nel 2006, per il mercato del DVD.
| nº | Titolo originale                    | Titolo italiano                    | Prima TV USA     | Distribuzione Italia |
| -- | ----------------------------------- | ---------------------------------- | ---------------- | -------------------- |
| 1  | In His Image                        | A sua immagine                     | 3 gennaio 1963   | Dicembre 2006 (DVD)  |
| 2  | The Thirty-Fathom Grave             | Un'eco in fondo al mare            | 10 gennaio 1963  | 10 gennaio 1969      |
| 3  | Valley of the Shadow                | La valle della pace                | 17 gennaio 1963  | 31 gennaio 1969      |
| 4  | He's Alive                          | Lui è vivo                         | 24 gennaio 1963  | Dicembre 2006 (DVD)  |
| 5  | Mute                                | Muta                               | 31 gennaio 1963  | Dicembre 2006 (DVD)  |
| 6  | Death Ship                          | L'astronave fantasma               | 7 febbraio 1963  | 3 gennaio 1969       |
| 7  | Jess-Belle                          | Jess-Belle                         | 14 febbraio 1963 | Dicembre 2006 (DVD)  |
| 8  | Miniature                           | Miniatura                          | 21 febbraio 1963 | Dicembre 2006 (DVD)  |
| 9  | Printer's Devil                     | Il diavolo e il giornalista        | 28 febbraio 1963 | 24 gennaio 1969      |
| 10 | No Time Like the Past               | Nessun tempo è come il passato     | 7 marzo 1963     | Dicembre 2006 (DVD)  |
| 11 | The Parallel                        | Dimensioni parallele               | 14 marzo 1963    | 13 febbraio 1969     |
| 12 | I Dream of Genie                    | Sognando un genio                  | 21 marzo 1963    | Dicembre 2006 (DVD)  |
| 13 | The New Exhibit                     | La nuova esposizione               | 4 aprile 1963    | Dicembre 2006 (DVD)  |
| 14 | Of Late I Think of Cliffordville    | Ultimamente penso a Cliffordville  | 11 aprile 1963   | Dicembre 2006 (DVD)  |
| 15 | The Incredible World of Horace Ford | L'incredibile mondo di Horace Ford | 18 aprile 1963   | 17 gennaio 1969      |
| 16 | On Thursday We Leave for Home       | Giovedì torniamo a casa            | 2 maggio 1963    | Dicembre 2006 (DVD)  |
| 17 | Passage on the Lady Anne            | Passaggio sulla Lady Anne          | 9 maggio 1963    | Dicembre 2006 (DVD)  |
| 18 | The Bard                            | Il bardo                           | 23 maggio 1963   | Dicembre 2006 (DVD)  |

## A sua immagine
- Titolo originale: In His Image
- Diretto da: Perry Lafferty
- Scritto da: Charles Beaumont

### Trama
Alan Talbot decide di portare la sua nuova ragazza in visita a Coeurville, il paese dove è cresciuto. Una volta giunti nel paesino, dove Alan era stato l'ultima volta solo una settimana prima, però molte cose sembrano essere cambiate, inoltre la casa dove vive sua zia è abitata da un uomo che sostiene di abitarci da 9 anni e al cimitero non è più presente la tomba dei suoi genitori. Poi Alan inizia a sentire nella sua testa uno strano suono.
- Interpreti: George Grizzard (Alan Talbot/Walter Ryder, Jr.), Gail Kobe (Jessica Connelly), Katherine Squire (Anziana), Wallace Rooney (Uomo), George Petrie (Autista).

## Un'eco in fondo al mare
- Titolo originale: The Thirty-Fathom Grave
- Diretto da: Perry Lafferty
- Scritto da: Rod Serling

### Trama
1962: una nave della marina militare americana nel pieno dell'oceano individua un sottomarino fermo sotto la propria posizione. Presto dall'interno di questo sommergibile, affondato oltre vent'anni prima, iniziano a sentirsi degli strani rumori. Nel frattempo il secondo di bordo della nave inizia a sentirsi male e ad avere la visione di alcuni suoi commilitoni morti proprio in quel sottomarino venti anni prima.
- Interpreti: Mike Kellin (Capo Bell), Simon Oakland (Cap. Beecham), David Sheiner (Dottore), John Considine (McClure), Bill Bixby (l'ufficiale).

## La valle della pace
- Titolo originale: Valley of the Shadow
- Diretto da: Perry Lafferty
- Scritto da: Charles Beaumont (sceneggiatura), da un racconto di Richard Matheson

### Trama
Philip e il suo cane viaggiano con l'auto e prendono una "scorciatoia" che li conduce alla Valle della pace. Qui il cane inizia a rincorrere un gatto e improvvisamente una bambina lo fa scomparire. L'uomo incredulo inizia a capire che in quel paesino molte cose non vanno e quando decide di andarsene la sua auto va a sbattere contro un muro invisibile. Questo incidente costringerà Philip a rimanere nel villaggio e a fare alcune incredibili scoperte.
- Interpreti: Ed Nelson (Philip Redfield), David Opatoshu (Dorn), Natalie Trundy (Ellen Marshall), James Doohan (Padre), Jacques Aubuchon (Connelly), Morgan Brittany (Bambina), Dabbs Greer (Evans).

## Lui è vivo
- Titolo originale: He's Alive
- Diretto da: Stuart Rosenberg
- Scritto da: Rod Serling

### Trama
Un giovane neonazista, con il suo sparuto gruppo di seguaci, è solito fare comizi agli angoli delle strade ma senza alcun successo di pubblico. Una notte però arriva per dargli consigli su come aumentare la sua popolarità un uomo misterioso, quest'ultimo, si scoprirà essere Adolf Hitler.
- Interpreti: Dennis Hopper (Peter Vollmer), Ludwig Donath (Ernst Ganz), Paul Mazursky (Franck), Howard Caine (Nick), Barnaby Hale (Stanley), Jay Adler (Gibbons), Wolfe Barzell (Proprietario), Bernard Fein (Disturbatore), Curt Conway (Adolf Hitler).

## Muta
- Titolo originale: Mute
- Diretto da: Stuart Rosenberg
- Scritto da: Richard Matheson

### Trama
La piccola Ilse rimane illesa in un incendio che distrugge la sua casa uccidendo i suoi genitori. Due vicini di casa iniziano a prendersi cura di lei scoprendo ben presto che la bambina non ha mai imparato a parlare. Ilse nasconde però una capacità molto più speciale.
- Interpreti: Anna Jillian (Ilse Nielsen), Barbara Baxley (Cora Wheeler), Frank Overton (Harry Wheeler), Irene Dailey (Sign.na Frank), Oscar Beregi (Prof. Werner).

## L'astronave fantasma
- Titolo originale: Death Ship
- Diretto da: Don Medford
- Scritto da: Richard Matheson

### Trama
Nello spazio naviga un'astronave con a bordo tre astronauti. Arrivati su un pianeta avvistano dall'alto una navetta identica alla loro che si è schiantata al suolo tempo prima. I tre decidono così di esplorare dall'interno tale astronave dove li aspetta una sorpresa a dir poco sconcertante.
- Interpreti: Jack Klugman (Cap. Paul Ross), Ross Martin (Ten. Ted Martin), Fredrick Beir (Ten. Mike Carter), Mary Webster (Ruth); Ross Elliott (Kramer).

## Jess-Belle
- Titolo originale: Jess-Belle
- Diretto da: Buzz Kulik
- Scritto da: Earl Hamner Jr.

### Trama
Jess-Bell è innamorata di uomo che però è promesso sposo di una ricca ereditiera. La giovane decide così di rivolgersi a una strega affinché possa ottenere l'amore dell'uomo. La strega le dà una pozione secondo la quale l'uomo sarà perdutamente innamorato di lei, ma allo scoccare di ogni mezzanotte lei si trasforma in un grosso gatto selvatico...
- Interpreti: Anne Francis (Jess-Belle), James Best (Billy-Ben), Laura Devon (Ellwyn), Jeanette Nolan (Nonna Hart).

## Miniatura
- Titolo originale: Miniature
- Diretto da: Walter Grauman
- Scritto da: Charles Beaumont

### Trama
Un uomo di oltre trent'anni che vive ancora in casa con la madre viene licenziato dall'ufficio a causa delle sue continue assenze. Egli è infatti solito recarsi al museo nello spazio dedicato alle miniature e in particolare pare essersi innamorato di una bambola che, ai suoi occhi, si muove. Anche i tentativi della sorella di presentargli un'amica non sembrano farlo desistere da questa infatuazione.
- Interpreti: Robert Duvall (Charley Parkes), Pert Kelton (Signora Parkes), Barbara Barrie (Myra), William Windom (Dottor Wallman), John McLiam (Guardia), Barney Phillips (Diemel), Claire Griswold (la bambola Alice), Lennie Weinrib (Buddy).

## Il diavolo e il giornalista
- Titolo originale: Printer's Devil
- Diretto da: Ralph Senensky
- Scritto da: Charles Beaumont

### Trama
Il Corriere è un piccolo giornale di provincia sull'orlo del fallimento. Il direttore dopo essere stato abbandonato dal suo ultimo collaboratore e rimasto con in redazione solo la sua fidanzata, sembra ormai deciso a chiudere. In seguito, ormai datosi all'alcol, il direttore va su una torre per farla finita, ma qui conosce il signor Smith, il quale lo convince a desistere dall'estremo gesto e una volta assunto dal giornale inizia a far lievitare le vendite dello stesso. Smith presto vorrà però in cambio qualcosa di molto prezioso...
- Interpreti: Robert Sterling (Douglas Winter), Pat Crowley (Jackie Benson), Burgess Meredith (Sign. Smith), Ray Teal (Sign. Franklin), Charles P. Thompson (Andy).

## Nessun tempo è come il passato
- Titolo originale: No Time Like the Past
- Diretto da: Justus Addiss
- Scritto da: Rod Serling

### Trama
Paul è riuscito a inventare una macchina del tempo e con l'aiuto di un amico si fa spedire indietro nel passato per provare a cambiare alcuni eventi che avrebbero funestato il destino dell'umanità. Si reca a Hiroshima per avvertire dello sganciamento della bomba nucleare, poi va a Berlino per tentare di uccidere Hitler prima dell'avvio della guerra e infine va sul Lusitania per avvertire dell'imminente affondamento. In tutti e tre i casi però non riesce nel suo intento. Così ormai deluso si fa mandare in un tranquillo paesino del 1881 dove però dovrà ancora fare i conti col destino.
- Interpreti: Dana Andrews (Paul Driscoll), Patricia Breslin (Abigail Sloan), Robert F. Simon (Harvey), Malcolm Atterbury (Professor Eliot), Robert Cornthwaite (Hanford).

## Dimensioni parallele
- Titolo originale: The Parallel
- Diretto da: Alan Crosland, Jr.
- Scritto da: Rod Serling

### Trama
Gaines è un astronauta che viene spedito in orbita. Una volta nello spazio perde il contatto con la base e la sua navetta viene ritrovata più tardi completamente intatta a terra con lui illeso. Una volta tornato a casa inizia però a capire che diversi dettagli della sua vita sono cambiati rispetto a prima e che nessuno ha mai sentito parlare del Presidente Kennedy.
- Interpreti: Steve Forrest (Robert Gaines), Jacqueline Scott (Helen Gaines), Frank Aletter (Col. Connacher), Philip Abbott (Gen. Ealton), Paul Comi (Psichiatra).

## Sognando un genio
- Titolo originale: I Dream of Genie
- Diretto da: Robert Gist
- Scritto da: John Furia, Jr.

### Trama
George è un uomo timido innamorato di una sua collega a cui non sa che cosa regalare per il suo compleanno. Così si reca in un negozio in cui gli viene venduta un'antica lampada, da cui presto esce un Genio che gli concede di poter esprimere un desiderio. George è indeciso su cosa scegliere fra la popolarità, la ricchezza e il potere....
- Interpreti: Howard Morris (George P. Hanley), Patricia Barry (Ann), Mark Miller (Roger), Jack Albertson (genio), Loring Smith (Watson).

## La nuova esposizione
- Titolo originale: The New Exhibit
- Diretto da: John Brahm [2]
- Scritto da: Charles Beaumont e Jerry Sohl (non accreditato)

### Trama
Martin è il dipendente di un museo delle cere che espone le riproduzioni di cinque sanguinari assassini ormai deceduti. Quando il museo chiude egli decide di prendersi cura delle cere e di accudirle nel suo seminterrato. La moglie non sembra molto d'accordo con questa soluzione, ma presto una delle statue la farà tacere per sempre...
- Interpreti: Martin Balsam (Martin Lombard Senescu), Will Kuluva (Sig. Ferguson), Maggie Mahoney (Emma Senescu), William Mims (Dave), Milton Parsons (Landru).

## Ultimamente penso a Cliffordville
- Titolo originale: Of Late I Think of Cliffordville
- Diretto da: David Lowell Rich
- Scritto da: Rod Serling, da un racconto di Malcolm Jameson

### Trama
Il signor Feathersmith è un multi-milionario ormai settantacinquenne che non ha più nulla da chiedere alla vita. Una diavolessa gli propone così, in cambio di tutte le sue fortune monetarie, di tornare indietro nel tempo di 50 anni, a Cliffordville (la sua cittadina) per iniziare di nuovo la scalata. Le cose non saranno facili come sembrano.
- Interpreti: Albert Salmi (Bill Feathersmith), John Anderson (Deldrich), Julie Newmar (Sig.na Devlin), Wright King (Hecate), Guy Ramond (Gibbons).

## L'incredibile mondo di Horace Ford
- Titolo originale: The Incredible World of Horace Ford
- Diretto da: Abner Biberman
- Scritto da: Reginald Rose

### Trama
Horace ha 38 anni e vive in casa con la moglie e la madre. Troppo spesso però ricorda i tempi in cui era bambino in ogni minimo dettaglio. Così una sera si reca nella via in cui era cresciuto e trova che tutti sono ancora allo stesso modo di allora...
- Interpreti: Pat Hingle (Horace Ford), Jim E. Titus (Horace bambino), Nan Martin (Laura Ford), Ruth White (Sign.ra Ford), Philip Pine (Leonard O'Brien).

## Giovedì torniamo a casa
- Titolo originale: On Thursday We Leave for Home
- Diretto da: Buzz Kulik
- Scritto da: Rod Serling

### Trama
In un futuro non troppo lontano gli esseri umani hanno colonizzato un pianeta situato a 2 miliardi di chilometri dalla Terra. Dopo 30 anni vive su questo pianeta (riscaldato da due soli) una colonia di oltre 150 persone, tutti nella speranza di tornare un giorno sulla Terra.
Quando finalmente arrivano degli astronauti per riportarli a casa, William Benteen il leader dei coloni, inizia a manifestare dei problemi...
- Interpreti: James Whitmore (Capitano William Benteen), Tim O'Connor (Colonnello Sloane), James Broderick (Al).

## Passaggio sulla Lady Anne
- Titolo originale: Passage on the Lady Anne
- Diretto da: Lamont Johnson
- Scritto da: Charles Beaumont

### Trama
Una coppia di sposini ormai in crisi decidono di regalarsi una crociera della durata di due settimane che li porterà ad attraversare l'oceano Atlantico dagli USA all'Inghilterra. Una volta a bordo scopriranno che gli altri passeggeri sono tutti anziani e che quello è l'ultimo viaggio della nave Lady Anne.
- Interpreti: Lee Philips (Allen Ransome), Joyce Van Patten (Eileen Ransome), Wilfrid Hyde-White (Tobias "Toby" McKenzie), Gladys Cooper (Signora Millicent "Millie" McKenzie), Cecil Kellaway (Ian Burgess), Alan Napier (Prothero), Cyril Delevanti (Ufficiale), Don Keefer (Spierto).

## Il bardo
- Titolo originale: The Bard
- Diretto da: David Butler
- Scritto da: Rod Serling

### Trama
Uno sceneggiatore senza troppo talento riceve l'incarico da un produttore di scrivere la trama per una nuova serie televisiva sulla magia nera. Una volta comprato un libro su tale materia, verrà in suo aiuto... William Shakespeare.
- Interpreti: Jack Weston (Julius Moomer), John Williams (William Shakespeare), Burt Reynolds (Rocky Rhodes), Henry Lascoe (Gerald Hugo), John McGiver (Signor Shannon), Howard McNear (Bramhoff), Judy Strangis (Cora), Marge Redmond (Segretaria), Doro Merande (Sadie), William Lanteau (Dolan).